# 칠곡지구
칠곡지구(漆谷)는 대구광역시의 지역 중 과거 칠곡군 칠곡읍에 소속되었던 지역을 가리키며, 넓게는 북구의 금호강 이북 지역 중 무태조야동을 제외한 읍내동, 관음동, 관문동, 동천동, 태전동, 구암동을 포괄할 때 쓰이기도 한다. 인접한 경상북도 칠곡군과 구별하기 위해 대구 칠곡 또는 대구 칠곡지구, 또는 대구강북으로 불리기도 한다.
칠곡지구는 북쪽으로는 칠곡군 동명면과 접하며 서쪽으로는 명복산, 태복산 등의 낮은 야산을 경계로 칠곡군 지천면과 접한다. 동쪽으로는 함지산을 경계로 무태조야동과 접하며, 남쪽으로는 금호강을 경계로 대구광역시 서구와 달성군 다사읍과 접한다. 칠곡지구의 중앙으로는 금호강의 지류인 팔거천이 남북으로 흐른다. 칠곡지구에 속하는 동은 이 팔거천을 중심으로 시가지가 발달해 있지만, 관문동 일대는 팔거천과 상당히 멀리 떨어진 곳에 시가지가 발달해 있다. 칠곡지구는 1989년부터 택지조성사업이 시작됨에 따라 현재의 모습이 갖춰지게 되었지만, 칠곡지구는 농업지대와 도심이 뒤섞인 도농 복합의 성격을 띄고 있다. 칠곡지구의 대부분 지역은 전형적인 도시의 성격을 띄고 있지만, 학정동과 노곡동 일대는 여전히 논 또는 밭으로 이루어진 농촌의 모습을 띠고 있고, 국우동 일대는 대구도남공공주택지구라는 이름으로 개발이 진행 중이다.
대구보건대학교와 칠곡경북대학교병원, 대구농수산물시장, 대구체육고등학교, 경상북도 농업기술원, 제50향토보병사단이 모두 칠곡지구에 위치하고 있으며, 팔거산성과 대구 구암동 고분군, 칠곡향교 대성전과 같은 문화재도 칠곡지구에 있다. 교통편으로는 대구 지하철 3호선과 중앙고속도로 칠곡 나들목과 대구외곽순환고속도로 동명동호 분기점이 있다.

## 지리

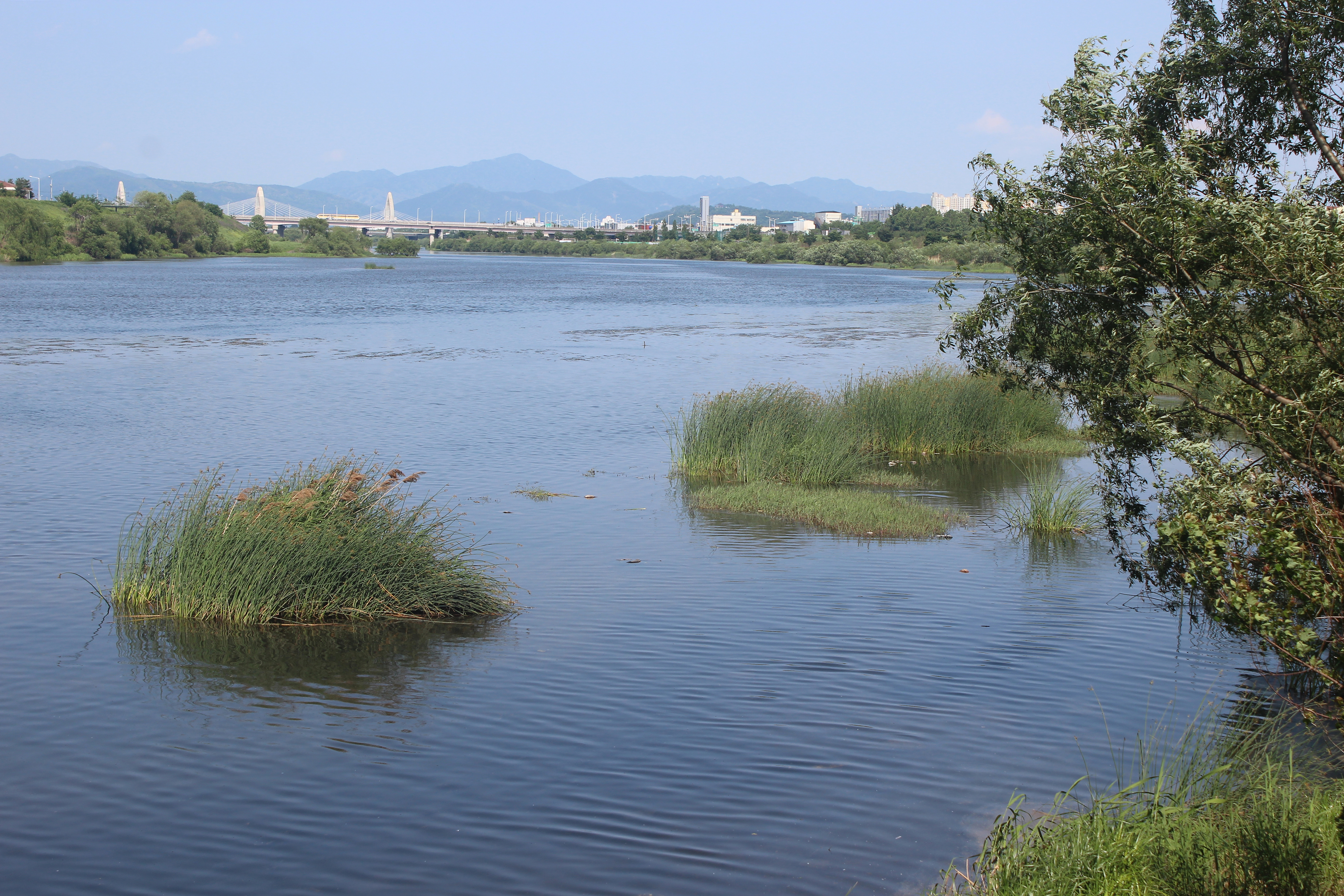
금호강은 칠곡지구와 대구 본도심을 가로지르는 자연적인 경계이다. 사진에 나와 있는 다리는 매천대교로, 칠곡지구와 대구 도심을 연결하는 주요 교량 중 하나이다.

칠곡지구는 전체적으로 배산임수의 지리 조건을 갖춘다. 칠곡지구 남쪽 경계인 금호강은 칠곡지구와 대구 시가지를 가르는 자연 경계다. 칠곡지구의 북쪽의 산들은 팔공산 도립공원에서 뻗어나온 산들이 대부분이다. 이 산들은 칠곡지구와 칠곡군 동명면을 가르는 자연 경계이다. 서쪽으로는 명봉산과 태복산을 경계로 경상북도 칠곡군 지천면과 접한다. 동쪽으로는 팔공산 자락의 도덕산에서 갈라져나온 산줄기가 남쪽으로 뻗으며 무태조야동 및 노곡동과 자연적인 경계를 형성한다. 칠곡지구 중앙으로는 금호강의 지류인 팔거천이 남북으로 흐른다. 칠곡지구 안에는 주택 개발 이후에도 여러 저수지가 남아있는데, 대표적인 예가 동명면과의 경계에 있는 서리지, 국우동 지역의 도남지, 구암동 지역의 운암지가 있다.
칠곡지구 대부분이 팔거천을 중심으로 시가지가 발달해있지만, 관문동행정복지센터의 분소가 있는 노곡동은 팔거천 유역과 멀리 떨어져서 시가지를 형성한다. 노곡동의 경우 태전2동 동쪽의 낮은 산지들로 인해 칠곡지구 본시가지와 분리되어 있다.

## 교통

### 철도

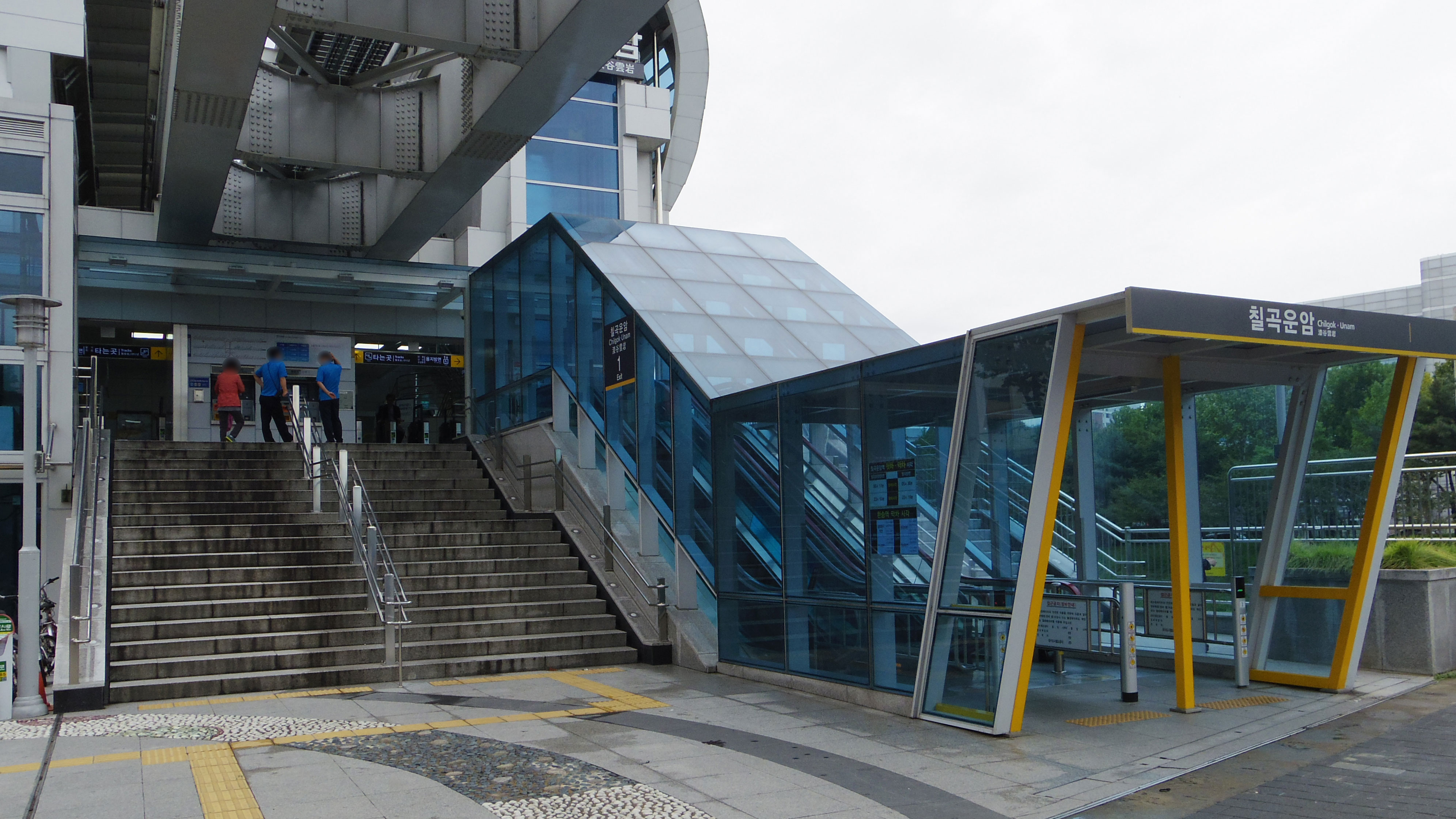
대구 도시철도 3호선 칠곡운암역의 1번 출구. 대구 도시철도 3호선은 칠곡지구와 대구 시가지를 잇는 중요한 교통수단 중 하나이다.

칠곡지구에서 실질적으로 승객들이 이용하는 철도 노선은 대구 도시철도 3호선으로, 팔거천을 따라 칠곡지구 남북을 가로지르고 있다. 대구 도시철도 3호선은 칠곡지구와 대구 시가지를 잇는 노선으로, 이 중 칠곡지구에 있는 역은 칠곡경대병원역부터 팔달역까지 총 10개의 역이다. 도시철도 외에 일반열차를 이용할 수 있는 역은 2022년 3월 개통한 서대구역이 칠곡지구에서 거리상 가장 가까운 역이다.
대구금호지구 지역은 서대구역보다 지천역이 거리상 더 가까운 지역에 위치해 있지만, 지천역은 2004년 7월 15일부로 영업이 중지된 상황이다. 대구권 광역철도 착공을 앞두고 지역사회에서는 지천역에도 열차가 정차해야 한다는 주장이 끊임없이 올라오고 있다. 노곡동의 경우에는 주변에 지나가는 도시철도나 일반철도가 없어 철도 이용에 불편한 점이 있다.

### 도로
칠곡지구를 지나가는 도로는 크게 고속도로와 국도가 있다. 고속도로에는 경부고속도로와 중앙고속도로가 있지만, 칠곡지구 시가지와 연결된 고속도로는 중앙고속도로의 칠곡 나들목 뿐이다. 이 외에도 중앙고속도로와 경부고속도로가 만나는 금호 분기점과 대구외곽순환고속도로의 동명동호 분기점 역시 칠곡지구에 있다. 국도의 경우, 동서축 국도인 국도 제4호선과 남북축 국도인 국도 제5호선이 태전삼거리에서 만난다. 국도 제4호선은 대구보건대를 거쳐 경상북도 칠곡군 지천면과 북삼읍 쪽으로 뻗어 있고, 국도 제5호선은 칠곡군 동명면 쪽으로 남북으로 뻗어 있다. 국도 제25호선의 경우, 칠곡중앙대로 전 구간을 국도 제5호선과 공유한다.
칠곡지구와 대구의 다른 부도심 및 시가지를 잇는 도로들에는 금호강을 건너는 교량들과 무태조야동 쪽으로 빠지는 호국로가 있다. 호국로는 대구 4차순환선의 일부로, 대구 4차순환선은 서쪽으로는 다사읍, 동쪽으로는 무태조야동을 거쳐 봉무동과 안심동으로 이어질 예정이다. 대구 4차순환선의 일환으로 국우동과 무태조야동을 잇는 국우터널이 1998년 6월 개통되었다. 금호강을 건너는 교량 역시 국도 제4호선 및 제5호선에 속하는 팔달교, 대구금호지구와 달성군 다사읍을 잇는 와룡대교, 팔달교 서쪽에 위치한 매천대교, 그리고 노곡동과 대구 노원동을 잇는 노곡교가 있다. 이 외에도 칠곡군 동명동과 무태조야동을 잇는 조야~동명 간 광역도로의 신설이 확정되었다.

### 버스
칠곡지구에는 종합버스터미널이 없으며, 가장 가까운 버스터미널은 금호강 건너의 대구북부시외버스터미널과 서대구고속버스터미널이다. 급행버스 3개, 간선버스 12개, 지선버스 11개, 출근버스 1개, 그리고 칠곡군 농어촌버스 3개 노선이 칠곡지구를 거친다.
칠곡지구 내에 조성되고 있는 도남지구와 금호지구의 경우 급행 노선 및 시내버스를 통해 다른 대구 도시철도와 연계된다. 그러나 교통 사정이 열악한 노곡동의 경우, 칠곡지구와 거리는 가까움에도 불구하고 칠곡지구로 바로 들어가는 노선이 없으며, 금호강을 건넌 뒤 다른 대구 시가지를 거쳤다가 팔달교를 건너 칠곡지구에 진입하는 노선이 있다.

## 문화
매년 학정동 들녘에서 논두렁 밭두렁 마을축제(허수아비 축제)가 열린다.
지역의 문화유산으로는 함지산의 대구 구암동 고분군, 팔거산성, 태전동의 대고장 등이 있다.

## 행정 구역의 변천
| 법정동       | [ 5 ]                       | 1895년 ~                                            | 1914년 ~                                                                 | 1982년 ~                   | 1994년 ~                   | 1995년 ~                   | 2003년 ~ | 2009년 ~ |
| ------------ | --------------------------- | --------------------------------------------------- | ------------------------------------------------------------------------ | -------------------------- | -------------------------- | -------------------------- | -------- | -------- |
| 사수동(泗水) | 내사동 장사동               | 대구부 칠곡군 문주면 →1896년 경상북도 칠곡군 문주면 | 경상북도 칠곡군 칠곡면 →1980년 칠곡읍 →1981년 대구직할시 북구 칠곡출장소 | 대구직할시 북구 칠곡2동    | 대구직할시 북구 칠곡2동    | 대구광역시 북구 칠곡2동    | 관문동   | 관문동   |
| 금호동(琴湖) | 문주동                      | 대구부 칠곡군 문주면 →1896년 경상북도 칠곡군 문주면 | 경상북도 칠곡군 칠곡면 →1980년 칠곡읍 →1981년 대구직할시 북구 칠곡출장소 | 대구직할시 북구 칠곡2동    | 대구직할시 북구 칠곡2동    | 대구광역시 북구 칠곡2동    | 관문동   | 관문동   |
| 팔달동(八達) | 작원리 장태리               | 대구부 칠곡군 문주면 →1896년 경상북도 칠곡군 문주면 | 경상북도 칠곡군 칠곡면 →1980년 칠곡읍 →1981년 대구직할시 북구 칠곡출장소 | 대구직할시 북구 칠곡2동    | 대구직할시 북구 칠곡2동    | 대구광역시 북구 칠곡2동    | 관문동   | 관문동   |
| 매천동(梅川) | 매남리 송천동               | 대구부 칠곡군 문주면 →1896년 경상북도 칠곡군 문주면 | 경상북도 칠곡군 칠곡면 →1980년 칠곡읍 →1981년 대구직할시 북구 칠곡출장소 | 대구직할시 북구 칠곡2동    | 대구직할시 북구 칠곡2동    | 대구광역시 북구 칠곡2동    | 관문동   | 관문동   |
| 태전동(太田) | 금편리 이매동               | 대구부 칠곡군 문주면 →1896년 경상북도 칠곡군 문주면 | 경상북도 칠곡군 칠곡면 →1980년 칠곡읍 →1981년 대구직할시 북구 칠곡출장소 | 칠곡1동                    | 칠곡1동                    | 태전동                     | 태전1동  | 태전1동  |
| 태전동(太田) | 금편리 이매동               | 대구부 칠곡군 문주면 →1896년 경상북도 칠곡군 문주면 | 경상북도 칠곡군 칠곡면 →1980년 칠곡읍 →1981년 대구직할시 북구 칠곡출장소 | 칠곡1동                    | 칠곡1동                    | 칠곡1동                    | 태전2동  | 태전2동  |
| 구암동(鳩岩) | 구명동 운암동 횡동          | 대구부 칠곡군 퇴천면 →1896년 경상북도 칠곡군 퇴천면 | 경상북도 칠곡군 칠곡면 →1980년 칠곡읍 →1981년 대구직할시 북구 칠곡출장소 | 칠곡1동                    | 칠곡1동                    | 칠곡1동                    | 구암동   | 구암동   |
| 관음동(觀音) | 신약동 가산동 고평리 양지동 | 대구부 칠곡군 퇴천면 →1896년 경상북도 칠곡군 퇴천면 | 경상북도 칠곡군 칠곡면 →1980년 칠곡읍 →1981년 대구직할시 북구 칠곡출장소 | 칠곡1동                    | 관음동                     | 관음동                     | 관음동   | 관음동   |
| 동천동(東川) | 동대동 구천동               | 대구부 칠곡군 퇴천면 →1896년 경상북도 칠곡군 퇴천면 | 경상북도 칠곡군 칠곡면 →1980년 칠곡읍 →1981년 대구직할시 북구 칠곡출장소 | 칠곡출장소 →1983년 칠곡3동 | 칠곡출장소 →1983년 칠곡3동 | 칠곡출장소 →1983년 칠곡3동 | 동천동   | 동천동   |
| 국우동(國優) | 완전리 국동 자지리          | 대구부 칠곡군 퇴천면 →1896년 경상북도 칠곡군 퇴천면 | 경상북도 칠곡군 칠곡면 →1980년 칠곡읍 →1981년 대구직할시 북구 칠곡출장소 | 칠곡출장소 →1983년 칠곡3동 | 칠곡출장소 →1983년 칠곡3동 | 칠곡출장소 →1983년 칠곡3동 | 동천동   | 국우동   |
| 도남동(道南) | 니동 사창리                 | 대구부 칠곡군 퇴천면 →1896년 경상북도 칠곡군 퇴천면 | 경상북도 칠곡군 칠곡면 →1980년 칠곡읍 →1981년 대구직할시 북구 칠곡출장소 | 칠곡출장소 →1983년 칠곡3동 | 칠곡출장소 →1983년 칠곡3동 | 칠곡출장소 →1983년 칠곡3동 | 동천동   | 국우동   |
| 학정동(鶴亭) | 봉서동 주좌동 천서동        | 대구부 칠곡군 팔거면 →1896년 경상북도 칠곡군 팔거면 | 경상북도 칠곡군 칠곡면 →1980년 칠곡읍 →1981년 대구직할시 북구 칠곡출장소 | 칠곡출장소 →1983년 칠곡3동 | 칠곡출장소 →1983년 칠곡3동 | 칠곡출장소 →1983년 칠곡3동 | 동천동   | 국우동   |
| 동호동(東湖) | 송호동 노본리 동일리        | 대구부 칠곡군 팔거면 →1896년 경상북도 칠곡군 팔거면 | 경상북도 칠곡군 칠곡면 →1980년 칠곡읍 →1981년 대구직할시 북구 칠곡출장소 | 칠곡출장소 →1983년 칠곡3동 | 칠곡출장소 →1983년 칠곡3동 | 칠곡출장소 →1983년 칠곡3동 | 동천동   | 국우동   |
| 읍내동(邑內) | 서대동 교동 아시동 안양동   | 대구부 칠곡군 팔거면 →1896년 경상북도 칠곡군 팔거면 | 경상북도 칠곡군 칠곡면 →1980년 칠곡읍 →1981년 대구직할시 북구 칠곡출장소 | 칠곡출장소 →1983년 칠곡3동 | 칠곡출장소 →1983년 칠곡3동 | 칠곡출장소 →1983년 칠곡3동 | 읍내동   | 읍내동   |
|              |                             | 1895년 ~                                            | 1914년 ~                                                                 | 1982년 ~                   | 1994년 ~                   | 1995년 ~                   | 2003년 ~ | 2009년 ~ |

- 1980년 12월 1일 : 경상북도 칠곡군 칠곡읍[8]
- 1981년 7월 1일 : 대구직할시 북구 칠곡출장소[9]
- 1982년 9월 1일 : 칠곡1동, 칠곡2동을 설치하였다.
- 1983년 3월 15일 : 칠곡3동을 설치하였다.
- 1994년 7월 1일 : 칠곡1동에서 관음동을 분동하였다.
- 1995년 1월 1일 : 대구광역시 북구 칠곡1동, 칠곡2동, 칠곡3동, 관음동[10]
- 1995년 3월 1일 : 칠곡1동에서 태전동을 분동하였다.
- 1997년 1월 1일 : 칠곡출장소를 강북출장소로 개칭하였다.[11]
- 1998년 10월 12일 : 강북출장소를 폐지하고, 노곡동을 칠곡2동에 합동하였다.[12]
- 2003년 3월 10일 : 칠곡1동을 태전2동과 구암동으로, 칠곡3동을 읍내동과 동천동으로 각각 분동하고, 태전동을 태전1동으로, 칠곡2동을 관문동으로 개칭하는 등 행정동의 이름을 법정동명과 불일치시켰다.

## 같이 보기
- 칠곡군
- 금호지구